# Stier farkasfalka
A Stier farkasfalka a Kriegsmarine tengeralattjárókból álló második világháborús támadóegysége volt, amely összehangoltan tevékenykedett 1942. augusztus 29. és 1942. szeptember 2. között az Atlanti-óceán északi részén, Írországtól nyugatra. A Stier (Bika) farkasfalka hat búvárhajóból állt. A falka egy hajót sem süllyesztett el, vesztesége nem volt.

## A farkasfalka tengeralattjárói
| A hajó száma | Parancsnoka            | Részvétel kezdete   | Részvétel vége      |
| ------------ | ---------------------- | ------------------- | ------------------- |
| U–96         | Hans-Jürgen Hellriegel | 1942. augusztus 29. | 1942. szeptember 2. |
| U–380        | Josef Röther           | 1942. augusztus 29. | 1942. szeptember 2. |
| U–404        | Otto von Bülow         | 1942. augusztus 29. | 1942. szeptember 2. |
| U–584        | Joachim Deecke         | 1942. augusztus 29. | 1942. szeptember 2. |
| U–594        | Friedrich Mumm         | 1942. augusztus 29. | 1942. szeptember 2. |
| U–608        | Rolf Struckmeier       | 1942. augusztus 29. | 1942. szeptember 2. |